# Parc du Château des Moines
Het Parc du Château des Moines is een park in het stadsdeel Stembert van de Belgische stad Verviers.

## Geschiedenis
Het park is vernoemd naar het zogeheten Château des Moines, een chaletachtig gebouw van drie verdiepingen en een zolderverdieping, op een sokkel van natuursteen. Het oogde als een vakwerkconstructie en is vermoedelijk gebouwd door de jezuïeten, welke te Verviers gevestigd waren aan de Rue de Rome.
Het chalet was een soort van rusthuis, waar zieke jezuïeten konden herstellen. In 1923 kwam het in bezit van het aan de jezuïeten gelieerde Franciscus-Xaverieuscollege (Collège Saint François-Xavier). Het landgoed in de directe omgeving groeide in omvang tot meer dan 1,5 ha. Het chalet werd ook wel: Villa des Saints-Anges genoemd, naar een beeld van een engelbewaarder dat zich in een nis boven de ingang bevond.
In 1971 werd het goed door de toenmalige gemeente Stembert aangekocht, en het ging in 1977, bij de gemeentelijke fusie, over in het bezit van de fusiegemeente Verviers. Er werd een parkje aangelegd met bankjes, wandelpaden en een petanquebaantje. Het Château des Moines, ondertussen met leien bedekt, werd echter verwaarloosd en in 1994 werd het uiteindelijk gesloopt. Slechts een gedenksteen met een kruis eraan vastgehecht herinnerde nog aan het gebouw door de tekst: souvenons-nous du château des moines 1904-1994. Blijkbaar werden enkele jaren gesmokkeld om de eeuw vol te maken. Later is het kruis verwijderd en is de steen met gedenkplaat nog overgebleven.
Ook in 1994 werd het kasteeltje nog herdacht door een lokaal biermerk te introduceren:la cuvée du château des moines, dat enkel in het cultureel centrum van Stembert te bekomen is, en een etiket heeft waarop weliswaar monniken staan afgebeeld, maar zeker geen Jezuïeten.